# 武蔵野市立千川小学校
武蔵野市立千川小学校（むさしのしりつ せんかわしょうがっこう）は、東京都武蔵野市八幡町にある公立小学校。千川上水沿いに位置している。
教育目標は「よく考える子」「仲よく助け合う子」「明るく元気な子」「すすんで働く子」の4つ。また、武蔵野市教育委員会教育研究校にも何度か選ばれ、研究発表も行っている。

## 学校データ
- 学級数：12（6学年合計）

## 沿革
- 1954年（昭和29年）4月15日 - 武蔵野市立関前小学校として創立。[1]
- 1964年（昭和39年）4月 - 東京都統計教育指定校に選定（以後、3年連続）。
- 1965年（昭和40年）10月 - 鉄筋校舎（蜂の巣型校舎）着工。[2]
- 1967年（昭和42年）3月 - 鉄筋新校舎完成。（1995年解体[3]）
- 1967年（昭和42年）4月 - 校名を武蔵野市立千川小学校に改称。
- 1967年（昭和42年）7月 - 体育館完成。
- 1968年（昭和43年）10月 - 校章制定。
- 1969年（昭和44年）7月 - プール完成。
- 1973年（昭和48年）4月 - 肢体不自由学級「いぶき学級」を併設。[4]
- 1975年（昭和50年）12月 - 武蔵野市議会に「千川小学校地拡張及び校舎改築等に関する請願」が提出される。1978年（昭和53年）6月に採択された。
- 1988年（昭和63年）6月 - 武蔵野市議会に「千川小学校校舎改築に関する請願」を提出、採択。以後、校地拡張用地の買収、計画策定委員会等の設置や議案などを経て、1993年（平成5年）9月、校舎改築工事の着工を開始。
- 1995年（平成7年）2月 - 新校舎完成。
- 1996年（平成8年）10月 - 新体育館完成。
- 2000年（平成12年）4月 - 自然体験園「わくわくひろば」完成。

## 交通アクセス
- JR中央線 三鷹駅
- 西武新宿線 西武柳沢駅
いずれも「武蔵野中央公園[5]」バス停下車、徒歩5分

## 近隣
- 千川上水
- 武蔵野中央公園
- 武蔵野市立第四中学校 - 毎年、本校卒業生の多くがそのまま進学している。
- 武蔵野北高等学校
- 武蔵野大学
- 武蔵野市役所
- NTT武蔵野研究開発センタ
- 都営住宅武蔵野緑町アパート

など